# Тофилау Эти Алесана
Тофилау Эти Алесана (англ. Tofilau Eti Alesana; 4 июня 1924, Ваитоги, Американское Самоа – 19 марта 1999, Апиа, Самоа) – политический и государственный деятель Самоа, дважды занимавший пост премьер-министра Независимого государства Самоа (1982–1985 и 1988–1998).

## Биография
Родился в семье, принадлежавшей к традиционной местной знати. В возрасте 24 лет стал вождём своего племени.
В 1957 году отправился на территорию тогдашнего Западного Самоа, где занялся политикой. Был избран в местный парламент – Национальное законодательное собрание и участвовал в разработке новой Конституции страны. 
В 1979 году вместе с Афига Ва'аи Колоне основал Партию защиты прав человека (Human Rights Protection Party, HRPP), чтобы противостоять правительству тогдашнего премьер-министра Туиатуа Тупуа Тамасесе Эфи. В 1982 году выиграл выборы , и позже в том же году стал премьер-министром Самоа. На этой должности работал до 1985 года, когда был свергнут из-за недовольства части партии.
В 1988 году снова стал премьер-министром и оставался на этом посту до 1998 года. К концу своего правления ему удалось добиться того, чтобы бывшее Западное Самоа сменило название на Самоа.
В 1988–1998 годах работал министром иностранных дел Самоа, в 1998–1999 годах был министром без портфеля.

## Награды
- Коронационная медаль Елизаветы II (1953)
- памятная медаль Новой Зеландии 1990 года
- почетный компаньон Ордена Австралии за «выдающиеся заслуги в отношениях между Австралией и Западным Самоа, а также в многосторонних отношениях южной части Тихого океана».